# Sabateos

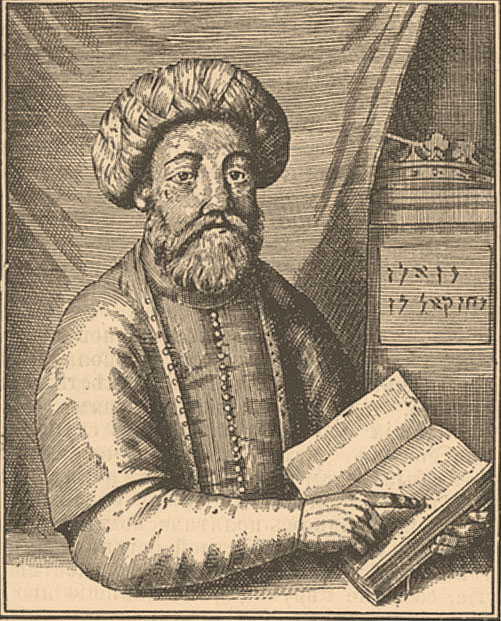
Shabtai Tzvi.

Los sabateos son los discípulos del autoproclamado mesías judío Shabtai Tzvi, nacido en el imperio otomano, el cual se convirtió al Islam en 1666. Son partidarios de la Cábala y del Zohar y afirman la existencia de una ley oculta y secreta, los sabateos interpretaron la conversión de su líder como un mandamiento para practicar una religión oculta y secreta. Su conversión al islam fue forzada, alimentada por amenazas dadas por Mehmed IV. La popularidad de Shabsai Tzvi fue la peor debacle de falsos mesías en la historia judía. Un tercio del mundo judío fue atrapado por el fervor, vendieron sus casas y negocios y se reubicaron en Tierra Santa, en previsión de la redención. Las secuelas de la caída de Shabtai Tzvi fueron dramáticas, dando lugar a una caza de brujas contra sus seguidores. El término «sabateo» es hoy utilizado como sinónimo de dönmeh, el único grupo sabateo todavía activo que vive en Turquía.

## Enlaces
- vidas ajenas
- Sabbatianism
- Sabbatean Messianism as Proto Secularism "published in Turkish □ Jewish Encounters, (Haarlem, 2001)"

- Datos: Q269348
- Multimedia: Sabbateans / Q269348